# Kamuthi
Kamuthi (o Kamudi, Kaumuri, Kamuti) è una suddivisione dell'India, classificata come town panchayat, di 13.135 abitanti, situata nel distretto di Ramanathapuram, nello stato federato del Tamil Nadu. In base al numero di abitanti la città rientra nella classe IV (da 10.000 a 19.999 persone).

## Geografia fisica
La città è situata a 9° 25' 0 N e 78° 22' 0 E e ha un'altitudine di 33 m s.l.m..

## Società

### Evoluzione demografica
Al censimento del 2001 la popolazione di Kamuthi assommava a 13.135 persone, delle quali 6.318 maschi e 6.817 femmine. I bambini di età inferiore o uguale ai sei anni assommavano a 1.535, dei quali 792 maschi e 743 femmine. Infine, coloro che erano in grado di saper almeno leggere e scrivere erano 9.905, dei quali 5.078 maschi e 4.827 femmine.